# Jean-Jacques Baud
Pour les articles homonymes, voir Baud.
Jean-Jacques Baud, né le 26 septembre 1947, est un tireur sportif français.
Sa spécialité est la fosse olympique.

## Palmarès
- Champion du monde par équipes: 1974 (à Berne);
  - Vice-champion du monde individuel: 1970 (à Phoenix (Arizona), derrière Michel Carrega);
  - Vice-champion du monde par équipes: 1970 (à Phoenix);
    - 3e du championnat du monde par équipes: 1971 (à Bologne);
- Champion d'Europe individuel: 1969 en individuel (197/200);
- Champion d'Europe par équipes: 1968, 1973 (573/600) et 1976 (378/400);
- Champion de France: 1969 et 1972 en individuel;
  -     - Participation aux Jeux Olympiques de 1972 (à Munich - 28e)
    - Participation aux Jeux Méditerranéens de 1975 (à Alger - 6e).